# مارجورى بينيت
مارجورى بينيت (بالإنجليزية: Marjorie Bennett)‏ هي ممثلة أسترالية، ولدت في 15 يناير 1896 في أستراليا، وتوفيت في 14 يونيو 1982 بهوليوود في الولايات المتحدة.

## أعمال

### أفلام
- (1946) ارتدت الفستان لتقتل
- (1947) السيد فيردو[5][6]
- (1952) أضواء المسرح
- (1961) مئة مرقش ومرقش[7][8][9][10]
- (1964) سيدتي الجميلة[11]
- (1964) ماري بوبينز[12][13][14]

### مسلسلات
- أيام سعيدة

## وصلات خارجية
- مارجوري بينيت على موقع IMDb (الإنجليزية)
- مارجوري بينيت على موقع ألو سيني (الفرنسية)
- مارجوري بينيت على موقع أول موفي (الإنجليزية)
- مارجوري بينيت على موقع قاعدة بيانات الأفلام السويدية (السويدية)
- مارجوري بينيت على موقع قاعدة بيانات الفيلم (الإنجليزية)
- مارجوري بينيت على موقع كينوبويسك (الروسية)